# Circotettix
Circotettix is een geslacht van rechtvleugeligen uit de familie veldsprinkhanen (Acrididae). De wetenschappelijke naam van dit geslacht is voor het eerst geldig gepubliceerd in 1876 door Scudder.

## Soorten
Het geslacht Circotettix omvat de volgende soorten:
- Circotettix carlinianus Thomas, 1870
- Circotettix coconino Rehn, 1921
- Circotettix crotalum Rehn, 1921
- Circotettix maculatus Scudder, 1880
- Circotettix rabula Rehn & Hebard, 1906
- Circotettix shastanus Bruner, 1889
- Circotettix stenometopus Strohecker & Buxton, 1963
- Circotettix strepitus Rehn, 1921
- Circotettix undulatus Thomas, 1872